# Davidstow
Davidstow är en ort och civil parish i Storbritannien.  Den ligger i grevskapet Cornwall och riksdelen England, i den södra delen av landet, 300 km väster om huvudstaden London.